# 畢贛
畢贛（ビー・ガン、1989年6月4日 - ）は中国の映画監督、脚本家。貴州省凱里市生まれ。最初の長編映画『凱里ブルース』は2015年に公開され、第52回金馬奨新人監督賞、FIPRESCI賞、第37回ナント三大陸映画祭金の気球賞、第68回ロカルノ国際映画祭最優秀新人長編映画賞を受賞した。

## 経歴
貴州省凱里市で1989年6月に生まれた。ミャオ族である。
大学時代にアンドレイ・タルコフスキーの『ストーカー』を観たことについて、後にインタビューで「映画は"主流の映画"と違ったふうにできる。好きなように作れる。それまで観たことがあったのは主にハリウッド映画だった。教えられたことは退屈だった」と述べている。この映画のために、彼は映画製作を志すようになった。「それより前、私の親と親族は私が何もしたくなかったので、卒業後無職になると思っていた」。

## 映画製作のキャリア
2010年、彼は最初の短編映画『南方』を作った。大学が後援する「光影随行」映画祭で最初の賞を取った。
2012年、彼は山間の小さな孤立した町での殺人が題材の白黒の短編映画『金刚经』を作った。この映画は香港芸術中心の第19回IFVA賞で特別賞を受賞し、南京の第9回中国インディペンデント映画祭でトップ10に入った。
2015年、脚本も書いた長編デビュー映画『凱里ブルース』で、新進監督として認められた。この映画は第52回金馬奨新人監督賞、FIPRESCI賞、ナント三大陸映画祭金の気球賞、第68回ロカルノ国際映画祭新人長編映画賞を受賞した。
2018年の長編第2作『ロングデイズ・ジャーニー この夜の涯てへ』では、タン・ウェイ、ホアン・ジエ、シルヴィア・チャン、リー・ホンチーが出演。この映画も貴州省を舞台としており、2018年に第71回カンヌ国際映画祭の「ある視点」部門に出品された。
2022年には短編映画『Bi Gan A SHORT STORY ビー・ガン/ショート・ストーリー』が第75回カンヌ国際映画祭の短編映画コンペティション部門に出品された。
2025年の『狂野時代（Resurrection）』は第78回カンヌ国際映画祭のコンペティション部門に出品され、特別賞を受賞した。

## フィルモグラフィ
- 南方 (短編) (2010)
- 老虎(2011)
- 金刚经 (短編) (2012)
- 凱里ブルース 路边野餐 (2015)
- 秘密金鱼 (短編) (2016)
- ロングデイズ・ジャーニー この夜の涯てへ 地球最后的夜晚 (2018)
- Bi Gan A SHORT STORY ビー・ガン/ショート・ストーリー 破碎太阳之心 (短編)  (2022)
- 狂野時代(2025)